# Лі Юаньхун
Лі Юаньхун (кит. 黎元洪, піньїнь: Lí Yuánhóng друге ім'я 宋卿 Songqing 1864 — 3 червня 1928) — китайський генерал і політичний діяч під час правління династії Цин і республіканського періоду. Він був двічі Президентом Китайської республіки.

## Життєпис
Народився 19 жовтня 1864 в повіті Хуанпі провінції Хубей.
Навчався у військово-морському училищі в Тяньцзіні. Був призначений 2-м механіком на крейсер «Гуанцзя», брав участь у битві в гирлі річки Ялу 17 вересня 1894.
Після того, як у 1900-х уряд почав зміцнювати збройні сили, намагаючись підвищити свій авторитет, був відновлений на службі. Лі Юаньхун відправлений на навчання до Японії.
З 1906 призначений командиром 21-ї змішаної бригади. Під час повстання 11 жовтня 1911 змушений стати головою військово-революційного уряду провінції Хубей. У період з 3 січня 1912 по 6 червня 1916 був віце-президентом при урядах доктора Сунь Ятсена й Юань Шикая.
З 7 червня 1916 по 1 липня 1917 і з 11 червня 1922 по 13 червня 1923 був Президентом Китайської республіки. Пізніше відійшов від справ і помер 3 червня 1928 в Тяньцзіні.
Його могила знаходиться в Ухані на території кампусу Класичного Університету Центрального Китаю.